# Specklinia guanacastensis
Specklinia guanacastensis är en orkidéart som först beskrevs av Oakes Ames och Charles Schweinfurth, och fick sitt nu gällande namn av Alec M. Pridgeon och Mark W. Chase. Specklinia guanacastensis ingår i släktet Specklinia och familjen orkidéer. Inga underarter finns listade i Catalogue of Life.